# Verbascum phlomoides
Verbascum phlomoides е вид растение от рода Лопен, характерно за Европа.
Стъблата са от 50 до 120 см. Листата – дълги и овални с назъбени краища, покрити с меки власинки от двете страни. Повечето израстват директно от стъблото без дръжка.
Цветовете първоначално са разположени близо един до друг. Венчелистчетата са широки около 2,5 – 3,5 см.

## Употреба
Това растение заедно с други от рода се използва в традиционната медицина от векове. Съдържа флавоноиди, фенилетаноидни гликозиди, тритерпенови сапонини и други.